# 유종현 (축구 선수)
유종현(1988년 3월 14일 ~ )은 대한민국의 전직 축구 선수이며 FC 안양에서 활약했다. 수비수와 공격수를 모두 소화할 수 있었다.

## 축구인 경력

### 선수 경력
2011년 K리그 드래프트에 지원하였고 광주 FC의 지명을 받았다. 대학 시절 공격수로 활약하였으나 광주 입단 이후 센터백으로 전향하였다. 데뷔 첫 시즌 주전 센터백으로 활약하며 1골 1도움을 기록하였다.
2022년 시즌을 끝으로 현역에서 은퇴하였다.